# Io posso dire la mia sugli uomini
Io posso dire la mia sugli uomini è una canzone scritta da Luciano Ligabue e cantata da Fiorella Mannoia.
Il singolo viene pubblicato il 17 ottobre 2008 ed è contenuta nell'album Il movimento del dare.. Del brano viene realizzato anche un videoclip a regia di Luigi Cecinelli con il cameo di Giorgio Marchesi.

## Tracce
Download digitale
1. Io posso dire la mia sugli uomini – 5:03 (Luciano Ligabue)

## Formazione
- Fiorella Mannoia - voce
- Paolo Costa - basso
- Alfredo Golino - batteria
- Piero Fabrizi - chitarre acustiche, chitarre elettrice, e-bow
- Giovanni Boscariol - tastiere, organo Hammond
- Stefano Pisetta - percussioni
- Vittorio Cosma - archi digitali
- Max Costa - programmazione tastiere, editing digitale

## Classifiche
| Classifica (2008) | Posizione massima |
| ----------------- | ----------------- |
| Italia            | 41                |